# 鹿児島県道349号手打藺牟田港線
鹿児島県道349号手打藺牟田港線（かごしまけんどう349ごう てうちいむたこうせん）は、鹿児島県薩摩川内市下甑町手打から同市鹿島町藺牟田に至る一般県道である。

## 概要
東シナ海上に浮かぶ甑島列島の下甑島の東海岸沿岸部を南北に結ぶ道路である。
鹿児島県道348号桑之浦里港線（上甑島）、鹿児島県道351号鹿島上甑線（上甑島 - 下甑島）と共に「甑島縦貫道」の一部を構成する。

### 路線データ
- 起点：薩摩川内市下甑町手打（手打港付近）
- 終点：薩摩川内市鹿島町藺牟田（鹿島港付近、鹿児島県道351号鹿島上甑線起点）

## 歴史

### 県道認定前の交通状況
「下甑村郷土誌」によれば下甑村の各集落同士の移動は船または徒歩で行われており、自動車が通行できる道路はわずかしかなかったという。1947年（昭和22年）時点では手打から青瀬の間に道幅1 m以上2 m以下の道があるほかは、すべて道幅1 m以下であったという。
また、下甑島北部の鹿島村でも同様に古くより山が険しく平地も少ない地形から船による海上交通が主として使用されており、道路は集落内の小道があるのみであった。

### 県道認定と道路整備

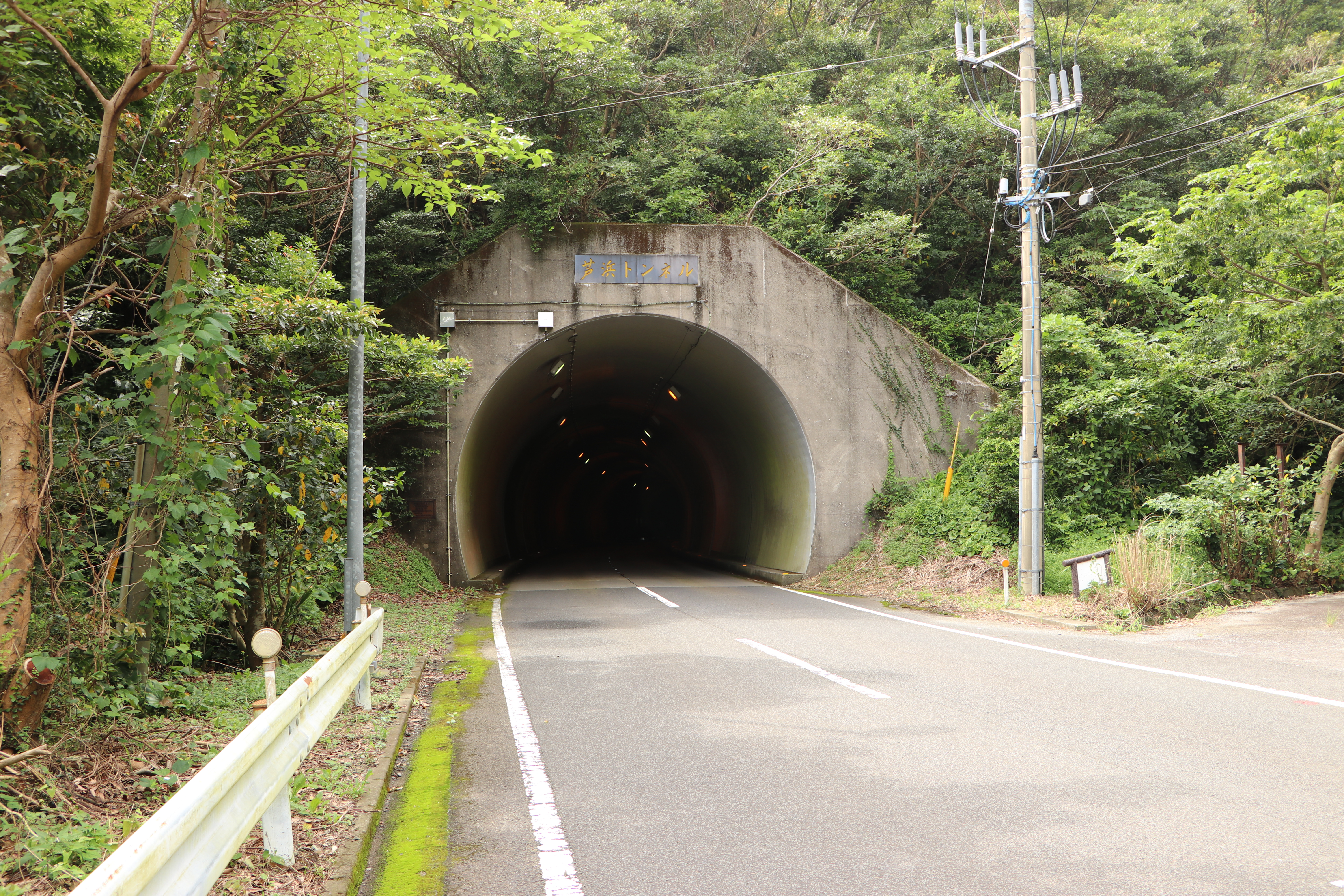
芦浜トンネルが1982年（昭和57年）に開通したことにより下甑村長浜と鹿島村の間が自動車で往来できるようになった

1960年（昭和35年）4月13日に「鹿児島県告示第335号」によって薩摩郡下甑村大字手打から藺牟田港（薩摩郡鹿島村大字藺牟田）までの区間が一般県道手打藺牟田港線として認定された。
県道認定後、順次道路整備が行われ、1969年（昭和44年）には下甑村大字青瀬から大字長浜までの区間が、1972年（昭和47年）に下甑村大字青瀬から大字手打までが開通した。また同年には鹿児島県により公示された「 路線番号決定公告」により、路線番号が制定され一般県道手打藺牟田港線には349号が付番された。
下甑島の北部にあり、県道の路線の終点となっている藺牟田港を擁する鹿島村は、陸続きの隣村である下甑村とは1950年（昭和25年）に大字藺牟田の区域が鹿島村として分村するまでは同一村を形成していたが、自動車による両村間の往来は不可能であった。鹿児島県によって編纂された「鹿児島県市町村変遷史」によれば、1950年（昭和25年）に鹿島村が下甑村から分村する際の理由として「下甑村の中心集落であった手打とは陸路では徒歩連絡すらも困難」と掲げられる程の状態であった。
このような状況であったが、1982年（昭和57年）に芦浜トンネルが開通し手打藺牟田港線が全線開通した。このことにより初めて鹿島村と下甑村の間が自動車によって往来できるようになった。
2010年（平成22年）3月26日に下甑町手打から下甑町青瀬に至る区間が狭隘であり急こう配であったことから整備されていた「手打バイパス」が開通し、手打トンネル（延長：1,370 m）および青瀬トンネル（延長：1,098 m）が供用開始となった。

### 年表
- 1960年（昭和35年）4月13日 - 一般県道手打藺牟田港線として県道の路線に認定される[1][6]。
- 1969年（昭和44年） - 下甑村大字青瀬から同村大字長浜までの区間が開通[7]。
- 1972年（昭和47年） - 下甑村大字手打から同村大字青瀬までの区間が開通[8]。路線番号決定公告により県道の路線番号として349号が付番される。
- 1982年（昭和57年） - 下甑村大字長浜から鹿島村大字藺牟田までの区間が開通[11]。これにより手打藺牟田港線が全線開通。
- 2010年（平成22年）3月26日 - 手打バイパスが開通[12]。

## 路線状況

### 道路施設

#### トンネル
- 手打トンネル：延長 1,370 m、2010年（平成22年）3月26日開通[12]
- 青瀬トンネル：延長 1,098 m、2010年（平成22年）3月26日開通[12]
- 芦浜トンネル

## 地理

### 通過する自治体
- 薩摩川内市

### 交差する道路
| 交差する道路                | 交差する場所 | 交差する場所 |
| --------------------------- | ------------ | ------------ |
| 鹿児島県道350号長浜手打港線 | 下甑町手打   | 手打港       |
| 鹿児島県道350号長浜手打港線 | 下甑町長浜   |              |
| 鹿児島県道351号鹿島上甑線   | 鹿島町藺牟田 | 終点         |

### 沿線
- 手打港
- 薩摩川内市役所下甑支所
- 薩摩川内市立手打小学校
- 薩摩川内市立海陽中学校
- 薩摩川内市立海星中学校
- 薩摩川内市立長浜小学校
- 長浜港旅客待合所
- 薩摩川内市立鹿島小学校
- 薩摩川内市役所鹿島支所
- 鹿島港旅客待合所

## ギャラリー

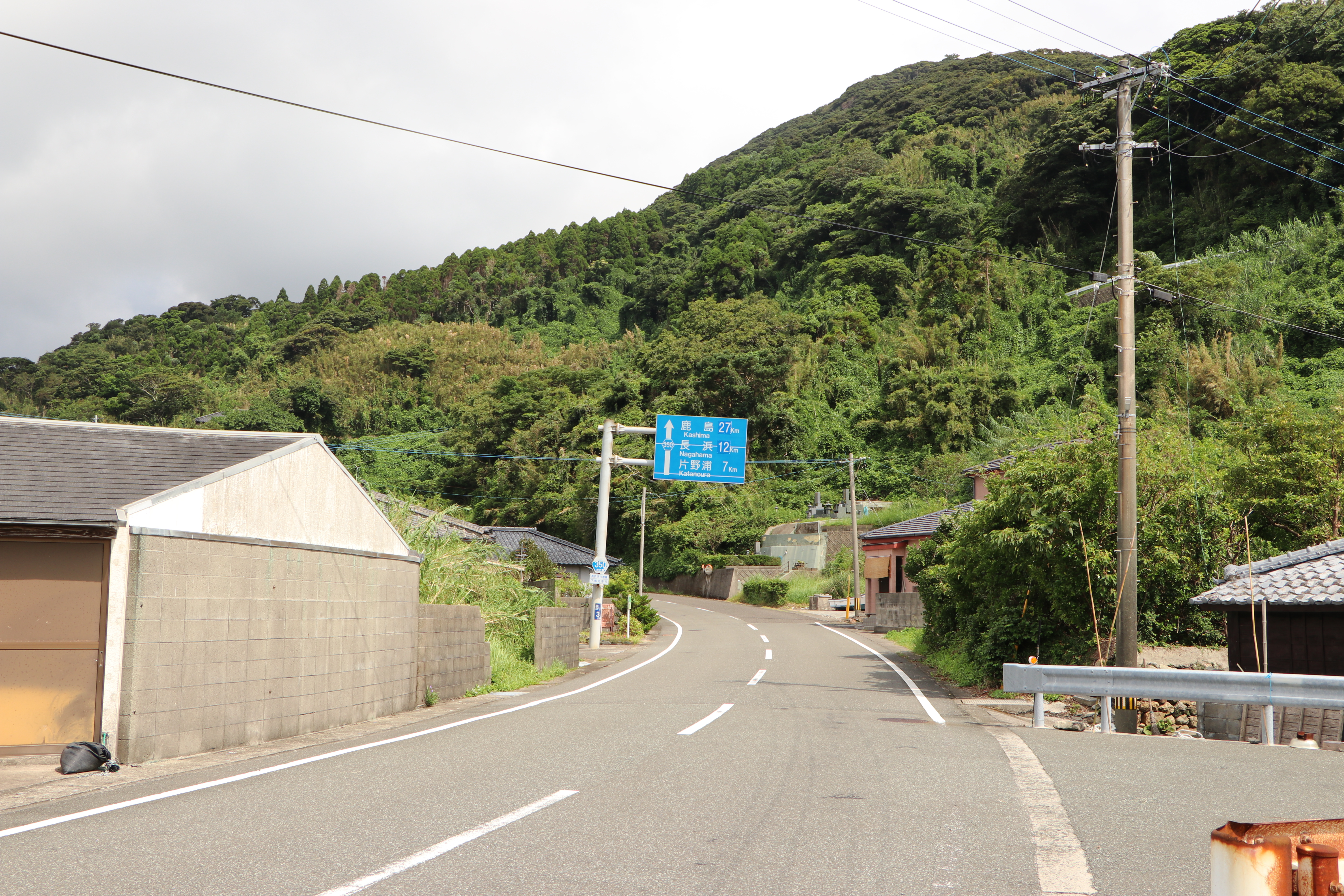
手打港より鹿島方面を望む
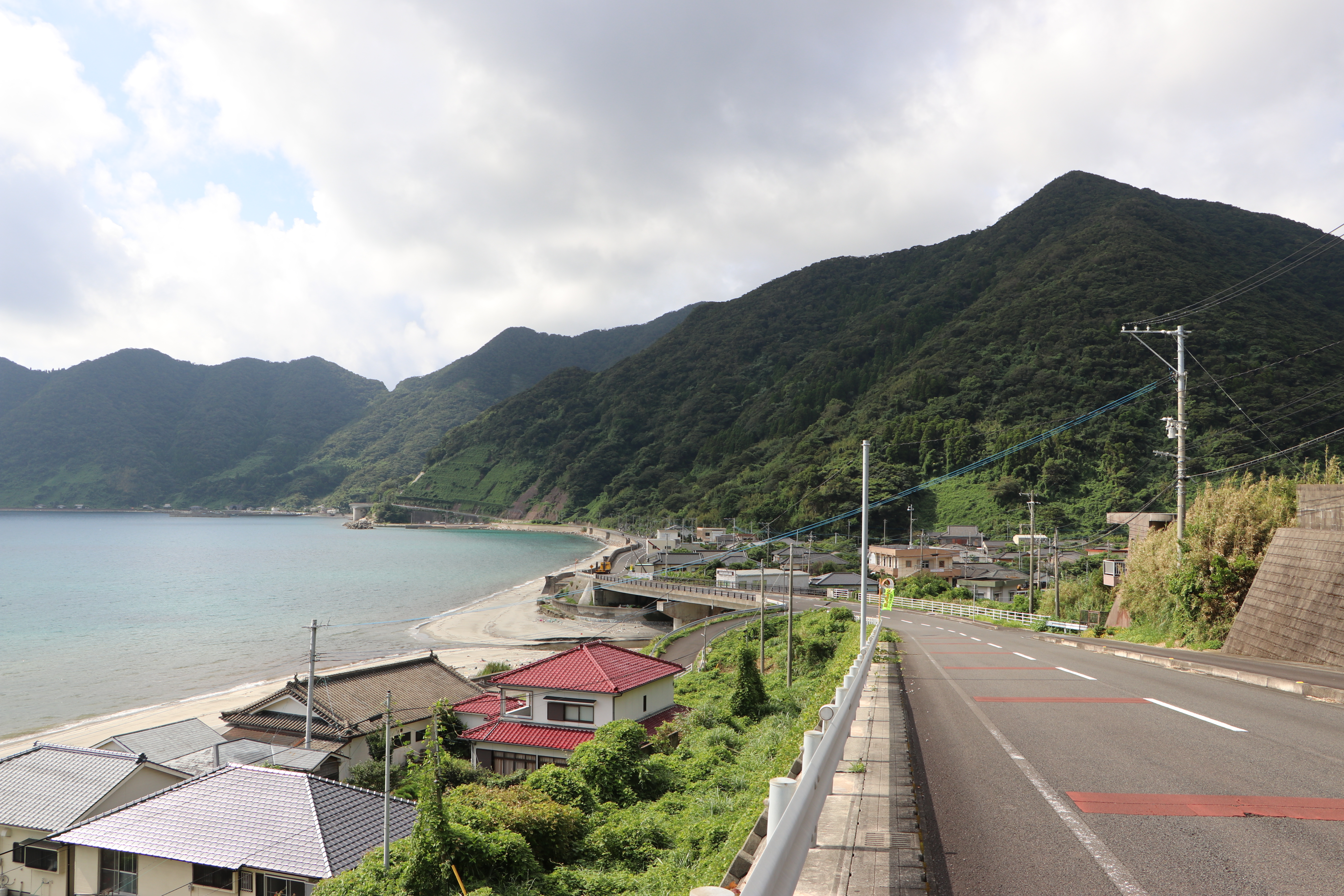
青瀬集落より手打方面を望む
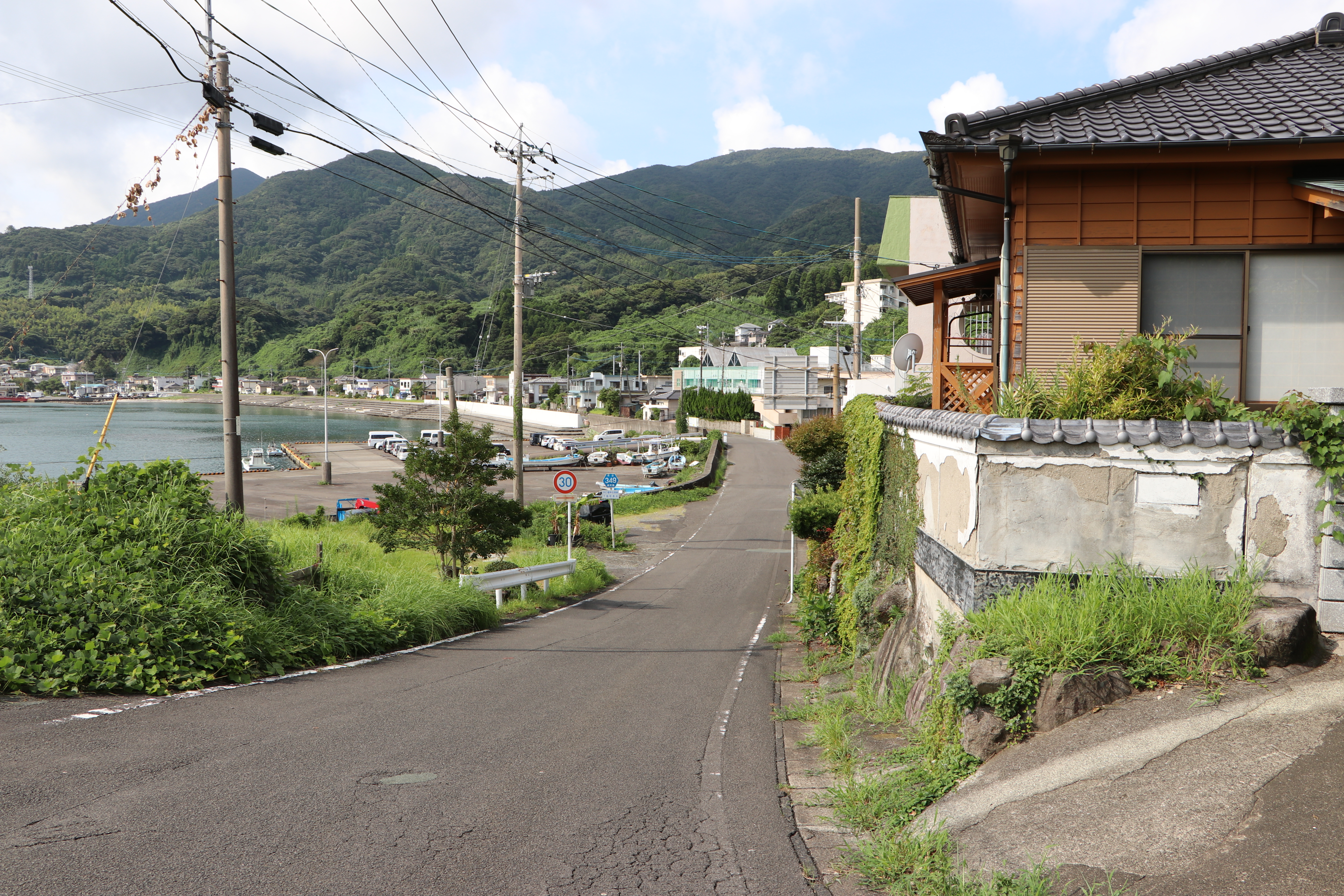
長浜集落より手打方面を望む
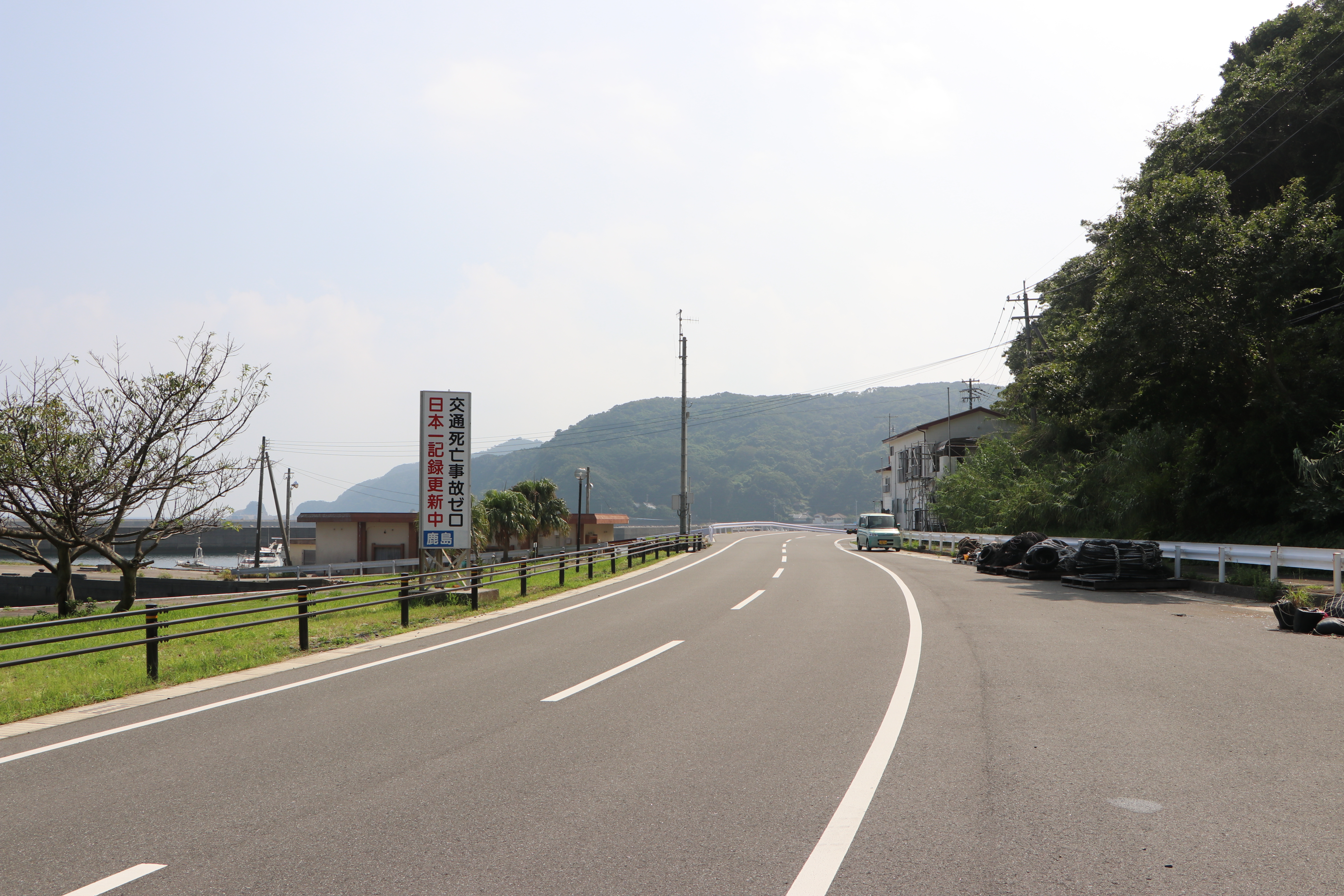
鹿島港より手打方面を望む